# Blue Thunder
Blue Thunder (El Trueno Azul en España y Relámpago Azul en Argentina, Chile, Colombia, México, Perú y Venezuela) es una película estadounidense estrenada por primera vez en salas de cine en 1983. Dirigida por John Badham fue protagonizada por Roy Scheider, Warren Oates, Candy Clark, Daniel Stern y Malcolm McDowell en los papeles principales.
Fue candidata al Premio Óscar en 1984 en la categoría de mejor montaje pero no fue galardonada. También fue candidata a dos Premios Saturn: uno para Candy Clark como mejor actriz secundaria, alzándose con el premio de su categoría, y otro para Roy Scheider como mejor actor.
En 1984 Blue Thunder fue adaptada a la televisión mediante una serie televisiva de once capítulos de mismo título.

## Argumento
Frank Murphy, piloto de helicópteros del Departamento de Policía de Los Ángeles (LAPD) y expiloto militar con problemas psicológicos a consecuencia de su participación en la Guerra de Vietnam, despega en su primera misión junto a Richard Lymangood. En medio de una crisis familiar y de empleo Murphy había sido seleccionado como piloto del helicóptero más avanzado del mundo, llamado Blue Thunder, que es esencialmente un diseño militar, supuestamente destinado para ser utilizado como plataforma de vigilancia y control de multitudes, en misiones especiales y disturbios durante los Juegos Olímpicos.
Con armamento potente, tecnología furtiva que le permite volar prácticamente desapercibido, y otras tecnologías avanzadas (por ejemplo, visión infrarroja, escáner, cámaras y micrófonos de gran alcance, y grabador de video), Blue Thunder parece ser una formidable herramienta en la guerra contra el crimen que sostiene el LAPD. Pero cuando la muerte de concejal McNeely resulta ser algo más que un asesinato casual, que Murphy presencia, este comienza su propia investigación encubierta. 
Sus pesquisas le llevan a descubrir la existencia de un grupo de acción subversiva denominado THOR (Tactical Helicopter Offensive Response). Dicho grupo impulsa la construcción de un "proyecto de uso de helicópteros militares para sofocar desórdenes", el Blue Thunder, con el objetivo oculto de utilizarlo como arma para llevar a cabo misiones que supongan la eliminación de políticos contrarios a sus fines. Para lograr la aprobación por parte de los políticos del nuevo helicóptero promueven diferentes disturbios callejeros con la intención de sembrar caos y confusión. Murphy inmediatamente sospecha que su antiguo rival de la guerra, el excoronel del Ejército de los Estados Unidos F. E. Cochrane, a la sazón el principal piloto de pruebas del Blue Thunder está ocultando algo.
Después de seguir a Cochrane y utilizar la tecnología del Blue Thunder para grabar una reunión Murphy descubre la participación de Cochrane y de otros funcionarios gubernamentales. Estos descubren a Murphy grabando la reunión aunque el piloto hace llegar la cinta de vídeo de la reunión a una estación de televisión para no morir asesinado, como ya le pasó antes a su compañero y amigo Richard Lymangood quien grabara la conversación en la que Murphy descubriera los planes ocultos del grupo THOR.
El último enfrentamiento entre Murphy y Cochrane, que vuela un helicóptero Hughes 500 contra el Blue Thunder, se lleva a cabo en los cielos de Los Ángeles e incluye una primera batalla con dos F-16 de la Guardia Aérea Nacional, en la que Murphy sale victorioso. Después de un looping (una hazaña que logra principalmente mediante el uso de la función de impulsar la turbina y que resulta extremadamente doloroso), Murphy logra derribar a Cochrane. Finalmente Murphy logra destruir el Blue Thunder aterrizándolo sobre de un cruce de ferrocarril y saliendo de él a tiempo antes de que el mortífero helicóptero sea destruido por el tren. Mientras tanto la cinta es publicada en los medios y los conspiradores son arrestados. 

## Reparto
- Roy Scheider - Frank Murphy
- Warren Oates - Capitán Jack Braddock
- Candy Clark - Kate
- Daniel Stern - Richard Lymangood
- Paul Roebling - Icelan
- David Sheiner - Fletcher
- Joe Santos - Montoya
- Malcolm McDowell - Coronel F.E. Cochrane
- Ed Bernard - Sargento Short
- Jason Bernard - Alcalde de Los Ángeles
- Robin Braxton - Diane McNeely

## Helicóptero
El Blue Thunder es una versión modificada del helicóptero Aerospatiale SA 341 Gazelle, cambiando notablemente la cabina y añadiéndole nuevos dispositivos como un cañón rotativo frontal, micrófonos externos, torretas laterales, etc. Pese a ser ficticia, se creó una modificación real para grabar la mayoría de escenas de la película, mientras que algunas pocas el aparato era un modelo a radiocontrol. Tiene una fugaz aparición en los primeros minutos del episodio piloto de la serie MacGyver, con diferente pintura.

## Helipuerto
El helipuerto base del Trueno azul es el helipuerto LAPD Hooper, ubicado en el techo del edificio Piper Technical Center. Es la instalación aeronáutica más grande situada en la azotea de un edificio.

## Recepción
Esta producción cinematográfica se convirtió en un éxito comercial, por lo que el año siguiente "Trueno azul" pasó a ser una serie de televisión que completó una temporada y once episodios en total.
La película obtiene valoraciones mayoritariamente favorables entre la crítica y los usuarios de los portales de información cinematográfica. En IMDb, con más de 22.000 votaciones registradas, tiene una valoración de 6,4 sobre 10. Los usuarios de FilmAffinity, con 3.275 votos, le conceden una puntuación de 5,2 sobre 10. El agregador de críticas Rotten Tomatoes muestra una valoración de "fresco" para el 78% de las 23 críticas profesionales y para el 52% de las más de 5.000 puntuaciones de los usuarios del portal. En Metacritic, con 11 críticas profesionales, obtiene una puntuación de 66 sobre 100 y las 12 opiniones de sus usuarios le otorgan una puntuación de 7,8 sobre 10.
Gene Siskel para Chicago Tribune la calificó de "gran acción en una historia de David contra Goliat". Vincent Canby en The New York Times destacó que "todo va sobre las escenas acción y están notablemente bien hechas". William Thomas en Empire le concedió 3 estrellas de 5 asegurando "el guion se autodestruye pero las interpretaciones son entretenidas". Finalmente el equipo de la revista Variety incidió en que "es un cómic violento, completamente inverosímil pero no menos disfrutable por ello".